# Un bambino in fuga
Un bambino in fuga è una miniserie televisiva in tre episodi del 1990, diretta dal regista Mario Caiano. Lo sceneggiato è ispirato a Domenico Facchineri e alla Faida di Cittanova degli anni '80.

## Trama
Un paese della Calabria è dilaniato da una faida tra famiglie, i Caruso (vincenti) e i Damiata (perdenti). Una donna del clan Damiata, dopo aver visto morire il marito, assassinato davanti ai suoi occhi, decide di tenere lontani dalla violenza e dalle vendette i due figli maschi. Il figlio maggiore intraprende l'attività criminale, la donna e il figlio minore si rifugiano a Roma, illudendosi di aver raggiunto la tranquillità. Ben presto, però, riappare il fratello maggiore in fuga portandosi dietro i problemi del paese natale. Anche lui morirà in modo violento, spingendo il fratellino a cercare la vendetta. A salvare quest'ultimo dal vortice della violenza è un membro del clan rivale, pentito e deciso a interrompere la scia di sangue.

## Sequel
Nel 1991 ne è stata realizzata una miniserie sequel: Un bambino in fuga - Tre anni dopo